# Калужский радиотелецентр РТРС
Калужский областной радиотелевизионный передающий центр (филиал РТРС «Калужский ОРТПЦ») — подразделение Российской телевизионной и радиовещательной сети (РТРС), основной оператор цифрового и аналогового эфирного теле- и радиовещания Калужской области.

## История
Развитие телевидения в Калужской области началось в середине 1950-х годов. Радиолюбители еще в 1953—1954 годах собирали самодельные телевизоры и пытались принимать сигнал из Москвы. В 1956 году Совет Министров РСФСР принял решение о строительстве ретрансляционной станции в Калуге и радиорелейной линии с установкой промежуточной станции в Малоярославце. В марте 1957 года начались пробные телепередачи. 11 ноября 1957 года Калужский Горком КПСС принял решение «О пуске ретрансляционной телевизионной станции в г. Калуге». Этот день считается днем рождения Калужского областного радиотелевизионного передающего центра.
В 1967 году в Калугу пришло цветное телевидение. В начале 1980-х годов начала развиваться сеть внутризоновой областной радиорелейной связи. Ввод спутниковой системы связи «Москва» помог доставлять телесигнал в любую точку региона. В это время велось интенсивное строительство телевизионной сети по Калужской области.
В 1998 году «Калужский областной радиотелевизионный передающий центр» был включен в состав ВГТРК. В 2001 году Калужский радиотелецентр вошел в качестве филиала в состав РТРС.
С 2002 по 2006 годы филиал РТРС «Калужский ОРТПЦ» на свои собственные средства ввел в эксплуатацию 13 телевизионных передатчиков для трансляции программ «Россия К», «ТВ Центр», ТНТ. Филиал смонтировал восемь антенно-фидерных систем. Чтобы обеспечить бесперебойную и качественную трансляцию телепрограмм, специалисты заменили более 20 устаревших телевизионных передатчиков разной мощности.
С 2002 по 2005 годы филиал ввел в эксплуатацию 32 приемные спутниковые станции нового поколения в цифровом формате. Это было необходимо, чтобы построить наземные спутниковые каналы подачи телепрограмм на передающее оборудование. Ради трансляции программ областной телерадиокомпании «Ника» с 2001 по 2005 годы филиал ввел в эксплуатацию 16 телевизионных передатчиков и ретрансляторы в населенных пунктах Износки, Хвастовичи, Ульяново и Таруса.

## Деятельность в наши дни
С 2013 по 2017 годы калужский филиал РТРС создал цифровую эфирную телесеть из 29 передающих станций. 10 октября 2017 года началась трансляция пакета цифровых программ РТРС-1 (первый мультиплекс) со всех 29 объектов сети цифрового эфирного телевидения в Калужской области.
22 декабря 2017 года калужский филиала РТРС и ГТРК «Калуга» начали трансляцию региональных программ в составе первого мультиплекса. Новостные и тематические передачи ГТРК «Калуга» стали доступны телезрителям области в эфире цифровых телеканалов «Россия 1» и «Россия 24». Это дало возможность смотреть местные новости более чем 99,6 % населения области. В 2018 году калужский филиал РТРС запустил в регионе сеть вещания второго мультиплекса.
14 октября 2019 года Калужская область и еще 20 регионов отключили аналоговое телевещание федеральных телеканалов. Калужская область полностью перешла на цифровое эфирное телевидение.
29 ноября 2019 года калужский филиала РТРС и ТРК «Ника» начали трансляцию региональных программ на телеканале ОТР в составе первого мультиплекса.

## Организация вещания
РТРС транслирует в Калужской области:
- 20 телеканалов и три радиоканала в цифровом формате[28];
- три телеканала и 16 радиоканалов в аналоговом формате[29].

Инфраструктура эфирного телерадиовещания калужского филиала РТРС включает:
- восемь производственных подразделений;
- центр формирования мультиплексов[30];
- 29 передающих станций;
- 29 антенно-мачтовых сооружений;
- 163 приемных земных спутниковых станций[31].